# Primordijalni elementi
U geokemiji su primordijalni elementi kemijski elementi otkriveni na Zemlji koji su u svom sadašnjem obliku postojali prije Zemljinog nastanka, u skladu s prihvaćenom teorijom o evoluciji zvijezda. To znači da vrijeme poluraspada njihovih jezgri mora biti veće od 5·107 godina, u što se pored svih stabilnih elemenata ubrajaju i radioaktivni elemenati torij i uranij.
U kozmologiji su primordijalni elementi nastali u nukleosintezi velikog praska. Smatra se da su to vodik, helij, litij i berilij. Teži elementi nastali su nukleosintezom u zvijezdama.